# Angostura (Antioquia)
Pour les articles homonymes, voir Angostura.
Angostura est une municipalité située dans le département d'Antioquia, en Colombie.